# Papa Leão IV
São Leão IV ou Leão IV (em latim: Leo IV); (Roma, 790 - Roma, 17 de julho de 855) foi o 103.º Papa da Igreja Católica de 10 de abril de 847 até a data de sua morte.
Nasceu em Roma, onde foi educado no Mosteiro de São Martinho. Era monge beneditino. Fortificou com altas muralhas a colina do Vaticano e a zona em torno da basílica de S. Pedro, que tinha sido saqueada pelos sarracenos, criando a "Cidade Leonina". A fim de obter maior protecção consagrou imperador Luis II, o Jovem. Confirmou aos venezianos o direito de eleger o Doge.
Foi o primeiro pontífice que pôs data nos documentos oficiais.